# AnandTech
AnandTech – serwis internetowy poświęcony technice. Jego tematyka koncentruje się na sprzęcie i podzespołach komputerowych.
Na łamach witryny publikuje się aktualności i analizy dotyczące najnowszych procesorów, chipsetów i płyt głównych. Serwis oferuje także forum dyskusyjne.
Portal został uruchomiony w 1997 roku, a jego założycielem jest Anand Lal Shimpi. W ciągu miesiąca serwis odnotowuje ponad 5 mln wizyt (stan na grudzień 2020).